# Шегерот
Шегерот (њем. Scheggerott) општина је у њемачкој савезној држави Шлезвиг-Холштајн. Једно је од 134 општинска средишта округа Шлезвиг-Фленсбург. Према процјени из 2010. у општини је живјело 392 становника. Посједује регионалну шифру (AGS) 1059074.

## Географски и демографски подаци
Шегерот се налази у савезној држави Шлезвиг-Холштајн у округу Шлезвиг-Фленсбург. Општина се налази на надморској висини од 33 метра. Површина општине износи 6,3 km². У самом мјесту је, према процјени из 2010. године, живјело 392 становника. Просјечна густина становништва износи 62 становника/km².